# قنفذية متناقضة
القنفذية المتناقضة (الاسم العلمي: Echinacea paradoxa) نوع نباتي يتبع جنس القنفذية من الفصيلة النجمية.

## البيئة والانتشار
تنتشر في وسط الولايات المتحدة مثل ولايات ميسوري، أركنساس، أوكلاهوما، وتكساس.

## الوصف النباتي
نبات عشبي معمر.

## الصور

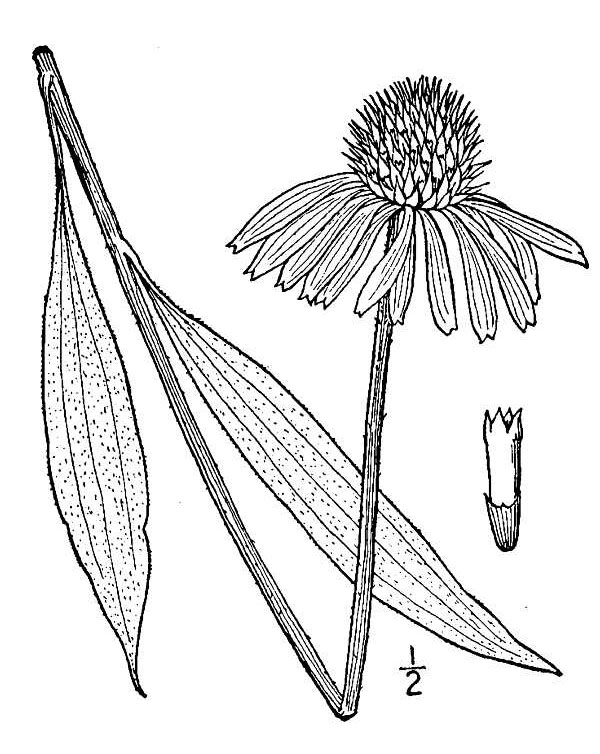
رسم ايضاحي
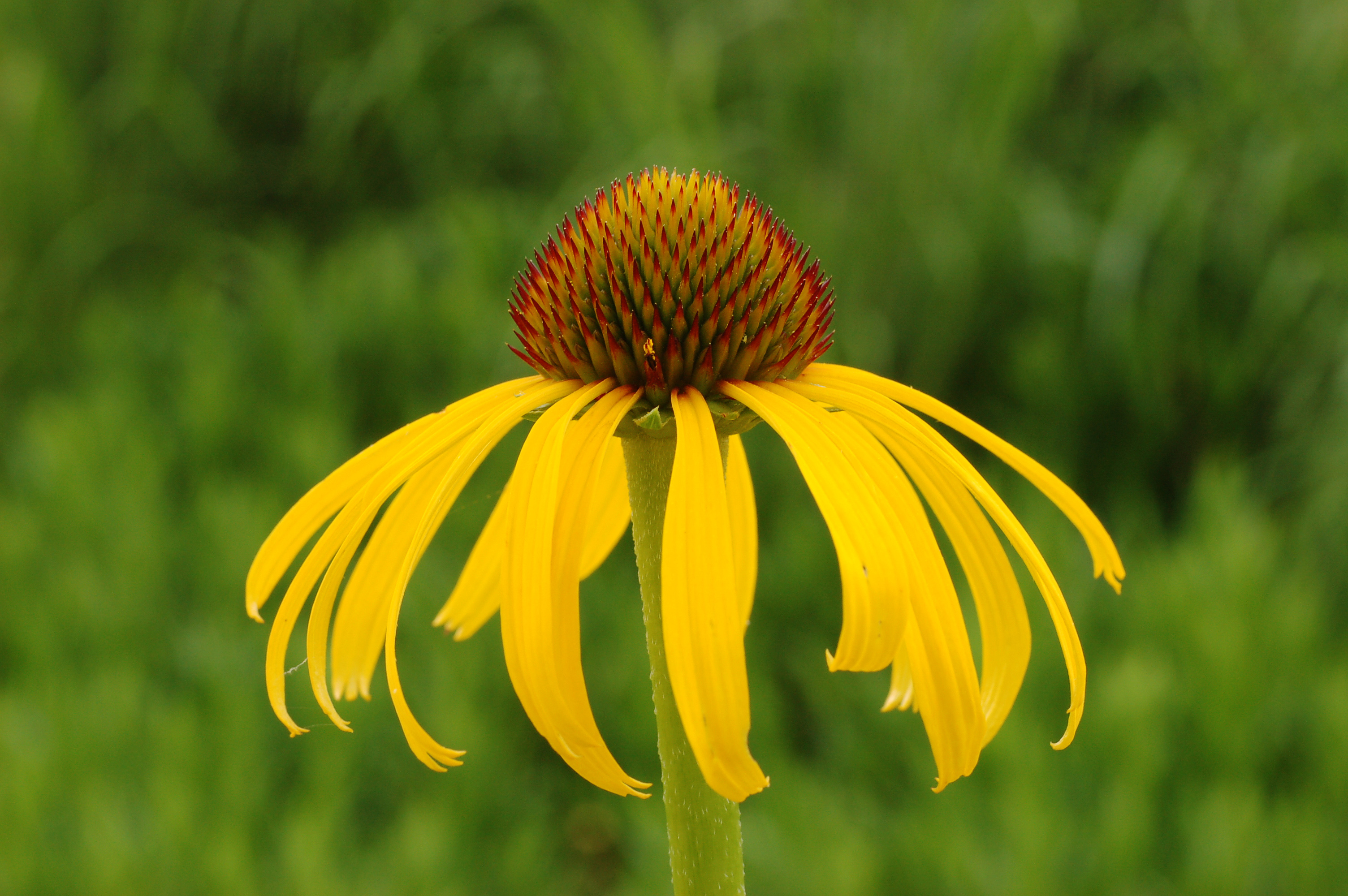
زهرة
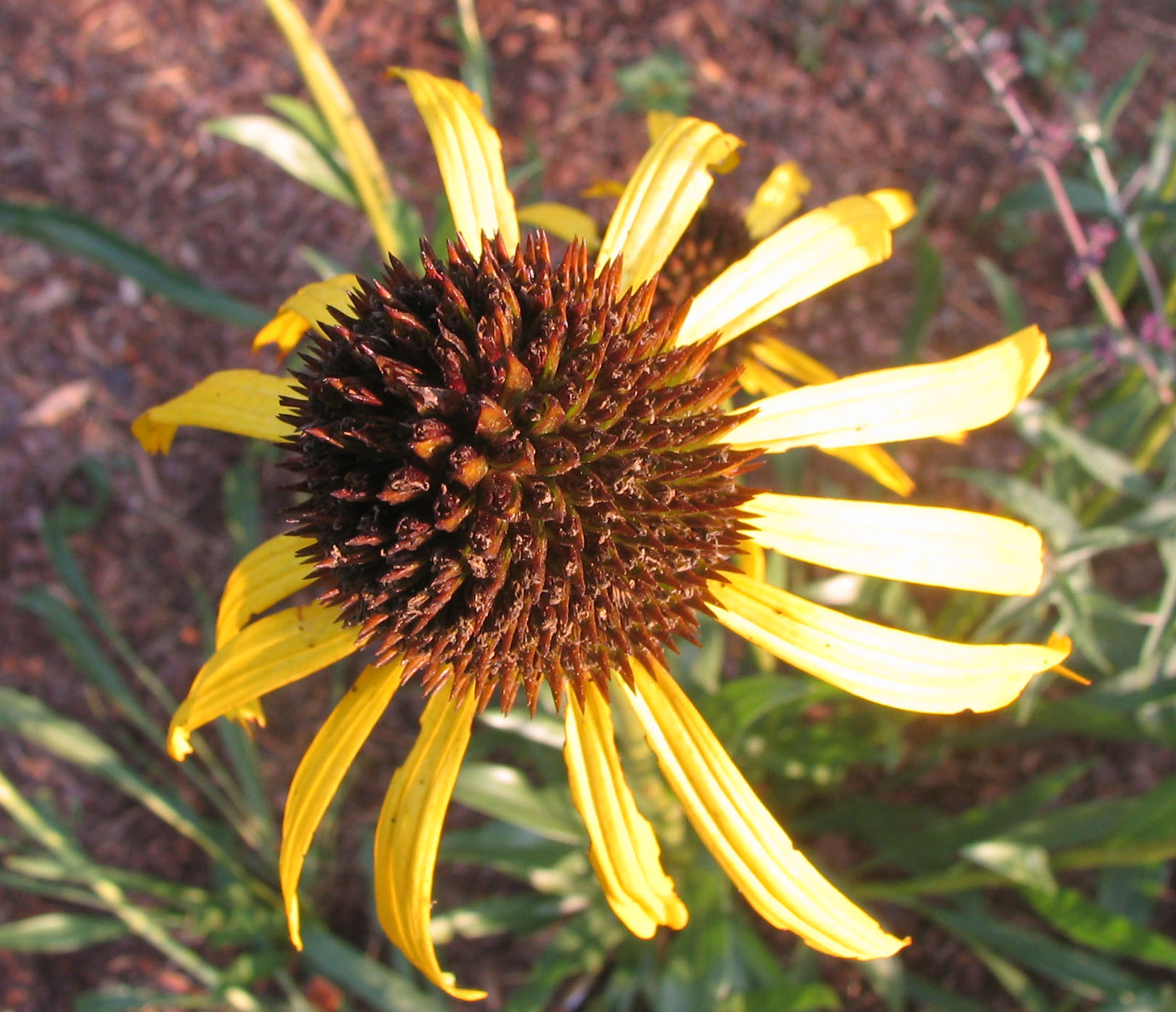
زهرة من فوق
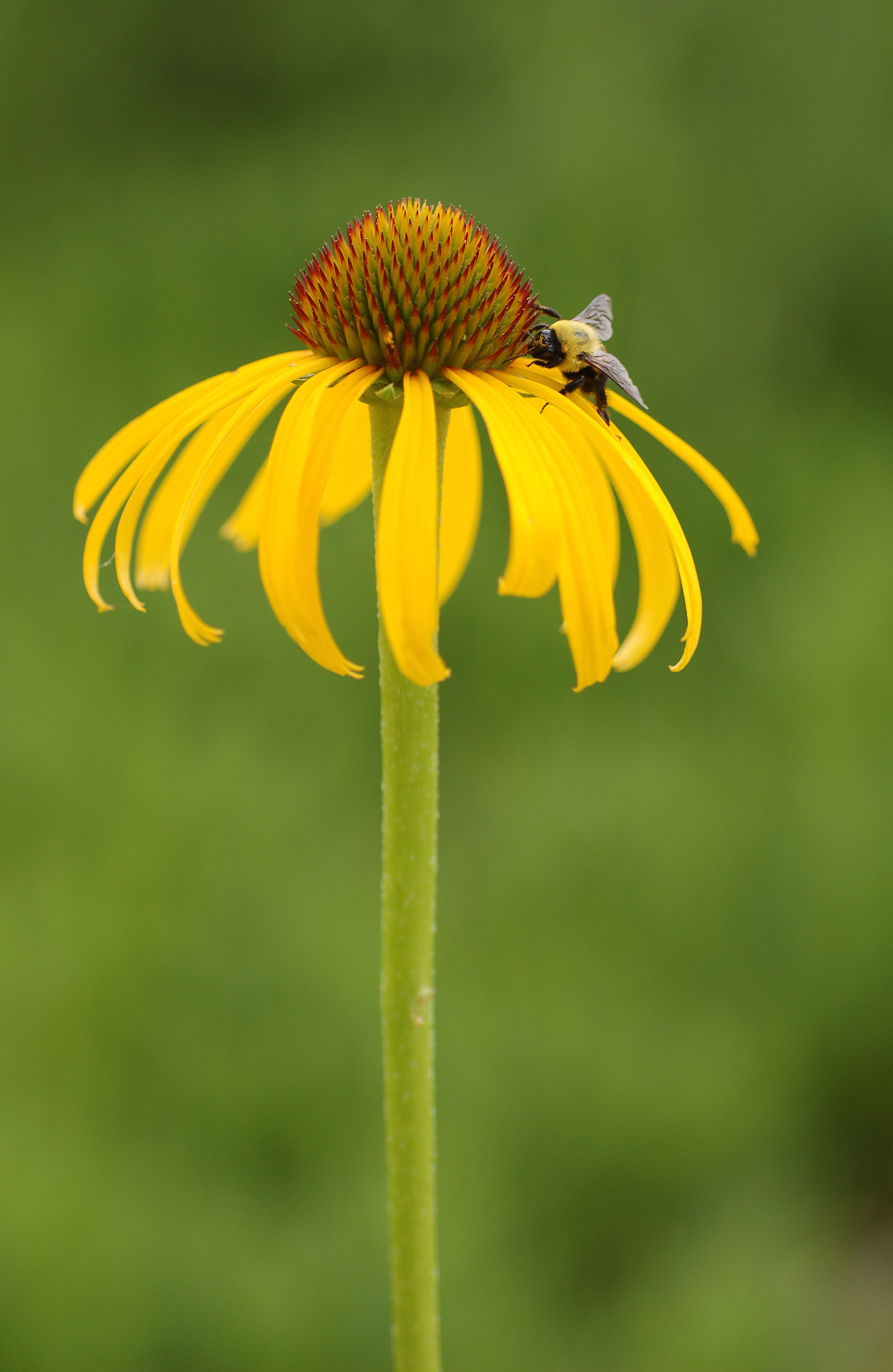
النحلة والزهرة
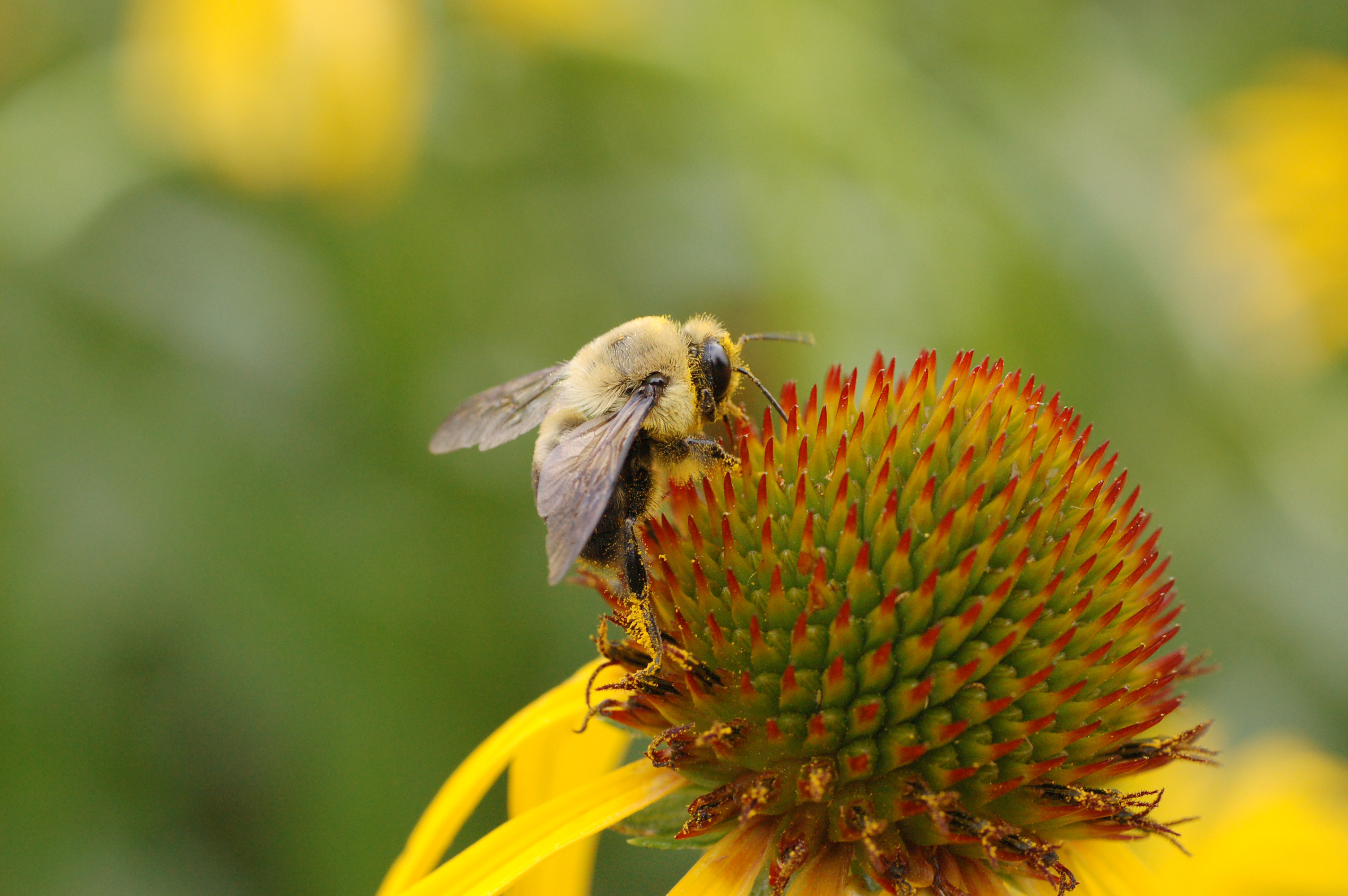
النحلة والزهرة بشكل قريب